# Ferring Sogn
Ferring Sogn er et sogn i Lemvig Provsti (Viborg Stift).
I 1800-tallet var Ferring Sogn anneks til Vandborg Sogn. Begge sogne hørte til Vandfuld Herred i Ringkøbing Amt. Vandborg-Ferring sognekommune var i 1962 med til at danne Klinkby Kommune, som ved kommunalreformen i 1970 blev indlemmet i Lemvig Kommune.
I Ferring Sogn ligger Ferring Kirke.
I sognet findes følgende autoriserede stednavne:
- Bakhuse (bebyggelse)
- Borup (bebyggelse)
- Bovbjerg (areal)
- Damsgård (bebyggelse)
- Ferring (bebyggelse, ejerlav)
- Ferring Strand (bebyggelse)
- Juelsgård (bebyggelse)
- Kåsgård Huse (bebyggelse)
- Midsommerbjerg (bebyggelse)
- Røgel (bebyggelse)
- Ørum (bebyggelse)